# NK SOŠK Ston
 Ovo je članak o nogometnom klubu SOŠK iz Stona. Za druga značenja pogledajte NK SOŠK (razdvojba).
NK SOŠK je nogometni klub iz Stona.